# Tékit izi
Albums de Kassav'
Majestik Zouk
(1989) Live au Zenith: Sé nou menm
(1993)
Tékit izi est le onzième album du groupe antillais Kassav' sorti en 1992. Il a été disque d'or.

## Pistes
1. Ay mano
2. Lévé tèt'ou
3. Fabiola
4. Ba nou zouk la
5. An nou tripé
6. Mwen alé
7. Lan mori ki ni
8. An sèl zouk
9. Mwen viré
10. Ou chanje

## Musiciens
- Chant lead : Jocelyne Béroard, Jean-Philippe Marthély et Patrick Saint-Eloi
- Guitares/chant : Jacob Desvarieux
- Guitares : Kamil Rustam
- Claviers/chant : Jean-Claude Naimro
- Claviers : Douglas Mbida
- Batterie : Claude Vamur
- Percussions : César Durcin
- Ka : Jean-Claude Antoinette, Joby Julienne et Bago
- Saxophones : Bruno Ribera et Pedro Timmy Lezana
- Trompettes : Freddy Hovsepian, Éric Giausserand, Enrique Moore et Ricky Clark
- Trombone : Hamid Belhocine et Lambert Philippe
- Chœurs : Karla Gonzales, Nathalie Yorke et Juslyn Jones
- Chœurs additionnels : Jean-Luc Alger, Thierry Marthély, Jean-Luc Guanel, Luc Labonne, Jean-Michel Jean-Louis, Alex Lujien, Douglas Mbida, César Durcin et Claude Vamur
- Steel Band : Barry Howard